# Neuental
Neuental ist eine 1971 gebildete Gemeinde im nordhessischen Schwalm-Eder-Kreis. Der Sitz der Gemeindeverwaltung liegt im Ortsteil Zimmersrode.

## Geografie
Das Gemeindegebiet von Neuental liegt östlich des Kellerwalds in den Tälern von Schwalm, Gilsa und Merrebach zwischen Borken im Nord-Nordosten und Schwalmstadt im Süden. Im äußersten Norden der Gemeinde befindet sich nahe dem Ortsteil Römersberg mit dem Berg Altenburg (433 m. ü. NN.) der höchste Berg Neuentals.

### Nachbargemeinden
Neuental grenzt im Norden an die Gemeinde Bad Zwesten, im Osten an die Stadt Borken, im Süden an die Gemeinde Frielendorf und die Stadt Schwalmstadt, sowie im Westen an die Gemeinde Jesberg (alle im Schwalm-Eder-Kreis).

### Gliederung
Die Gemeinde besteht aus den acht Ortsteilen Bischhausen, Dorheim, Gilsa, Neuenhain, Römersberg, Schlierbach, Waltersbrück und Zimmersrode (Sitz der Gemeindeverwaltung).

## Geschichte
Die Gemeinde Neuental entstand zum 31. Dezember 1971 im Zuge der hessischen Gebietsreform durch Zusammenschluss der bis dahin selbständigen Gemeinden Bischhausen (älteste bekannte urkundliche Erwähnung: 1160), Dorheim (1205), Gilsa (1209), Neuenhain (1149), Schlierbach (1193), Waltersbrück (1230) und Zimmersrode (1209). Am 1. Januar 1974 kam Römersberg (Ersterwähnung 1231) kraft Landesgesetz als achter Ortsteil hinzu. Für alle durch die Gebietsreform eingegliederten Ortsteile wurden Ortsbezirke mit Ortsbeirat und Ortsvorsteher eingerichtet.

## Bevölkerung

### Einwohnerstruktur 2011
Nach den Erhebungen des Zensus 2011 lebten am Stichtag dem 9. Mai 2011 in Neuental 3246 Einwohner.
Nach dem Lebensalter waren 537 Einwohner unter 18 Jahren, 1312 zwischen 18 und 49, 708 zwischen 50 und 64 und 691 Einwohner waren älter.
Unter den Einwohnern waren 41 (1,3 %) Ausländer, von denen 12 aus dem EU-Ausland, 21 aus anderen europäischen Ländern und 12 aus anderen Staaten kamen. Bis zum Jahr 2020 erhöhte sich die Ausländerquote auf 2,6 %.
Die Einwohner lebten in 1391 Haushalten. Davon waren 360 Singlehaushalte, 392 Paare ohne Kinder und 494 Paare mit Kindern, sowie 125 Alleinerziehende und 22 Wohngemeinschaften. In 280 Haushalten lebten ausschließlich Senioren und in 881 Haushaltungen lebten keine Senioren.

### Einwohnerentwicklung
| Neuental: Einwohnerzahlen von 2004 bis 2020              | Neuental: Einwohnerzahlen von 2004 bis 2020 | Neuental: Einwohnerzahlen von 2004 bis 2020 | Neuental: Einwohnerzahlen von 2004 bis 2020 | Neuental: Einwohnerzahlen von 2004 bis 2020 |
| -------------------------------------------------------- | ------------------------------------------- | ------------------------------------------- | ------------------------------------------- | ------------------------------------------- |
| Jahr                                                     |                                             |                                             |                                             | Einwohner                                   |
| 2004                                                     | 2004                                        |                                             | 3.383                                       | 3.383                                       |
| 2009                                                     | 2009                                        |                                             | 3.174                                       | 3.174                                       |
| 2011                                                     | 2011                                        |                                             | 3.246                                       | 3.246                                       |
| 2015                                                     | 2015                                        |                                             | 3.161                                       | 3.161                                       |
| 2020                                                     | 2020                                        |                                             | 3.034                                       | 3.034                                       |
| Quelle(n): Bevölkerung von Neuental ab 2009; Zensus 2011 |                                             |                                             |                                             |                                             |

## Politik

### Gemeindevertretung
Die Kommunalwahl am 14. März 2021 lieferte folgendes Ergebnis, in Vergleich gesetzt zu früheren Kommunalwahlen:
| Gemeindevertretung – Kommunalwahlen 2021                                                                                                | Gemeindevertretung – Kommunalwahlen 2021                            |
| --- | ------------------------------------------------------------------- |
| Stimmenanteil in %Wahlbeteiligung 63,8 % 50403020100 40,7 (−0,5)29,1 (−2,7)22,6 (+2,8)7,6 (+0,4) SPDCDUBLcFDP20162021Anmerkungen:c 19.8 | SitzverteilungInsgesamt 23 Sitze - SPD: 9 - FDP: 2 - BL: 5 - CDU: 7 |

| Parteien und Wählergemeinschaften | Parteien und Wählergemeinschaften           | % 2021 | Sitze 2021 | % 2016 | Sitze 2016 | % 2011 | Sitze 2011 | % 2006 | Sitze 2006 | % 2001 | Sitze 2001 |
| --------------------------------- | ------------------------------------------- | ------ | ---------- | ------ | ---------- | ------ | ---------- | ------ | ---------- | ------ | ---------- |
| SPD                               | Sozialdemokratische Partei Deutschlands     | 40,7   | 9          | 41,2   | 9          | 44,7   | 10         | 39,5   | 9          | 44,2   | 10         |
| CDU                               | Christlich Demokratische Union Deutschlands | 29,1   | 7          | 31,8   | 7          | 30,8   | 7          | 36,2   | 8          | 36,2   | 8          |
| BL                                |                                             | 22,6   | 5          | 19,8   | 5          | 15,6   | 4          | 15,3   | 4          | 10,7   | 3          |
| FDP                               | Freie Demokratische Partei                  | 7,6    | 2          | 7,2    | 2          | 8,9    | 2          | 9,0    | 2          | 8,9    | 2          |
| Gesamt                            | Gesamt                                      | 100,0  | 23         | 100,0  | 23         | 100,0  | 23         | 100,0  | 23         | 100,0  | 23         |
| Wahlbeteiligung in %              | Wahlbeteiligung in %                        | 63,8   | 63,8       | 62,7   | 62,7       | 62,2   | 62,2       | 61,4   | 61,4       | 68,3   | 68,3       |

### Bürgermeister
Nach der hessischen Kommunalverfassung wird der Bürgermeister für eine sechsjährige Amtszeit gewählt, seit dem Jahr 1993 in einer Direktwahl, und ist Vorsitzender des Gemeindevorstands, dem in der Gemeinde Neuental neben dem Bürgermeister ehrenamtlich ein Erster Beigeordneter und sieben weitere Beigeordnete angehören. Bürgermeister ist seit dem 1. Januar 2018 Philipp Rottwilm (SPD). Er setzte sich am 24. September 2017 im ersten Wahlgang gegen den Amtsinhaber Kai Knöpper (FDP), der sich um eine dritte Amtszeit beworben hatte, bei 83,6 Prozent Wahlbeteiligung mit 59,1 Prozent der Stimmen durch. Es folgte eine Wiederwahl ohne Gegenkandidaten im Oktober 2023.
Amtszeiten der Bürgermeister
- 2018–2025 Philipp Rottwilm (SPD)[15]
- 2006–2017 Kai Knöpper (FDP)[18]
- 1995–2005 Leonhard Karger (SPD)[19]

### Ortsbeiräte
Für alle durch die Hessische Gebietsreform eingegliederten Ortsteile besteht je ein Ortsbezirk  nach Maßgabe der §§ 81 und 82 HGO und des Kommunalwahlgesetzes in der jeweils gültigen Fassung.
In jedem Ortsbezirk besteht der Ortsbeirat aus fünf Mitgliedern.
Der Ortsbeirat des Ortsbezirks wird im Rahmen der Kommunalwahlen gewählt und bestimmt aus seiner Mitte den/die Ortsvorsteher/in. Die Ortsbezirksgrenzen entsprechen den Gemarkungen der eingegliederten ehemaligen Gemeinden.

## Kultur und Sehenswürdigkeiten
Ein beliebtes Ausflugsziel ist der an der Grenze zwischen den nördlichen Nachbargemeinden Borken und Bad Zwesten nur wenige Dutzend Meter nordwestlich des Gemeindegebietes gelegene Berg Altenburg (433 m. ü. NN.) oberhalb Römerbergs mit einem Aussichtsturm und den Resten der gleichnamigen keltischen Ringwallanlage Altenburg.
Im Osten der Gemeinde liegt nahe dem Ortsteil Neuenhain der Neuenhainer See, ein aus dem Borkener Braunkohle-Tagebau entstandener Naturbadesee mit Campingplatz.

## Sport
Bedeutende Sportvereine der Gemeinde Neuental sind die SG Neuental/Jesberg. Die Triathlonveranstaltung „Celticman“ hatte ihren Ursprung im Jahr 2008 am Neuenhainer See und findet seit 2014 an der Stockelache in Borken statt.

## Verkehr
Neuental liegt an der Main-Weser-Bahn, Bahnhöfe befinden sich in den Ortsteilen Zimmersrode und Schlierbach.
Zwischen den Ortsteilen Bischhausen und Waltersbrück liegt die Autobahn-Anschlussstelle Neuental der A 49.
Östlich der Gemeinde (ca. 4 km von Ortsteil Neuenhain) verläuft die Bundesstraße 254 Homberg–Fulda, westlich (ca. 3 km vom Ortsteil Gilsa) die Bundesstraße 3 Kassel-Marburg.

## Persönlichkeiten
- Georg Wolff (1845–1929), Gymnasiallehrer und Provinzialrömischer Archäologe
- Heinrich Bachmann (1903–1945), Bankkaufmann und Politiker (NSDAP), geboren in Gilsa